# Молостов, Константин Геннадьевич
Константин Геннадьевич Молостов (белор. Канстанцін Генадзевіч Моластаў, 30 мая 1970, Красноармейск, Саратовская область) — белорусский военный и государственный деятель. Председатель Государственного пограничного комитета Республики Беларусь с 30 мая 2023 года. Генерал-майор (2023).

## Биография
Родился 30 мая 1970 года в городе Красноармейске Саратовской области РСФСР в семье рабочих.
С 1977 по 1987 год учился в средней школе № 7 города Гродно. В 1988 году из Гродно был призван на срочную военную службу в пограничные войска. Служил на пограничной заставе в Краснознамённом Среднеазиатском пограничном округе.
В 1993 году окончил Алма-Атинское высшее пограничное командное училище КГБ СССР, в 2004 году — Пограничную академию Федеральной службы безопасности России, в 2011-м — Академию Министерства внутренних дел Беларуси, а в 2019-м — Академию управления при президенте Беларуси.
С 2004 по 2009 годы был начальником службы охраны государственной границы в различных соединениях органов пограничной службы Республики Беларусь. С 2009 по 2012 год — первый заместитель командира 2187-й войсковой части — начальник оперативного управления города Брест.
В 2014 году был назначен начальником Гродненской пограничной группы.
После начала миграционного кризиса Молостов 2 декабря 2021 года был включён в санкционные списки Европейского союза, США и Канады. 20 декабря к санкциям ЕС присоединилась Швейцария, а 22 декабря — Албания, Исландия, Лихтенштейн, Норвегия, Северная Македония, Сербия, Черногория.
В 2023 году по поручению президента Александра Лукашенко Молостов возглавил ГПК Республики Беларусь.

## Семья
- Жена — Галина Молостова. Есть сын.